# Dance Dance Revolution SuperNova 2
Dance Dance Revolution SuperNova 2 é um jogo do gênero de dança para PlayStation 2 lançado pela Konami em 2007. Sucede a primeira versão e as duas séries extremes.

## Jogabilidade
O jogo possui 4 direções ( esquerda, direita, cima, baixo ), e você terá de testar seus reflexos, fazendo a seqüencia que a tela lhe proporciona, tendo que acertar na hora exata, para conseguir uma somatória de pontos maior. Poderá ser jogado através de um joystick ou um Dance Mat ( tapete de dança), apesar de toda a diversão, estar em você se mover, usando o Dance Mat, para conseguir completar a música.

## Músicas
- And Then We Kiss (Junkie XL Mix) / Britney Spears
- ANGELUS / Hitomi Shimatani
- Beginning Of The End / Klayton (Celldweller)
- Can't Stop The Rain / Cascada
- dream of love / Kaori Nishina
- Eternus / Sanxion7
- Every Little Step / Bobby Brown
- Faster Kill Pussycat / Paul Oakenfold feat. Brittany Murphy
- Fevah / Nightriders
- Got To Be Real / Cheryl Lynn
- He Said She Said / Ashley Tisdale
- Just A Girl (Radio Edit) / Ian Van Dahl
- Le Freak / Chic
- Love On My Mind (Radio Mix) / Freemasons feat. Amanda Wilson
- Number 1 (Alan Brake & Fred Fake Main Remix) / Goldfrapp
- Rock Your Body / Justin Timberlake
- Say Goodbye / Chris Brown
- Strict Machine / Goldfrapp
- Suddenly I See / KT Turnstall
- Take On Me / A-ha
- Temperature / Sean Paul
- The Rockafeller Skank / Fatboy Slim
- The World Around Me / DJ Micro
- Unbelievable / EMF
- Until Forever / Beatdrop
- Unwritten (Vicious Club Mix) / Natashsa Bedingfield
- volcano / Yasuhiro Abe
- Wind It Up (Original Neptunes Mix) / Gwen Stefani
- A thing called LOVE / D-Crew 2 US
- Arrabbiata / RevenG alternative
- dazzle / kobo feat. krague
- Electrified / SySF.
- Every Day Every Night (NM Style) / LEA DROP feat. Ant Johnston
- FIRE / Mushuiko Izumi
- Freeway Shuffle / dj TAKA
- Malacca / nc ft. NRG Factory
- Music In The Rhythm / nc ft.Electric Touch
- Raspberry ♡ Heart (English version) / jun feat. PAULA TERRY
- Stars★★★ (Re-tuned by HΛL) DDR Edition / TЁЯRA
- Vem brincar / Caldeira feat. Téka Penteriche
- Baby's Tears (SKY GIRLS opening theme) / Riyu Kosaka
- bag / RevenG
- Baila! Baila! / DANDY MINERO
- Ballad for You / NM feat. Thomas Howard
- Calico Cat Rock / ANETTAI MAJI-SKA BAKUDAN
- cachaca / Mokky de Yah Yah's
- Crash! / mr.BRIAN & THE FINAL BAND
- DanDanDo (The true MAN's Road) / Des-ROW UNITED
- Dragon Blade / Kozo Nakamura
- e-motion / e.o.s.
- Feelings Won't Fade (Extended Trance Mix) / SySF.
- Flowers / TЁЯRA
- HONEY♂PUNCH / Riyu Kosaka
- Hunting For You / Togo Project feat. Megu & Scotty D.
- Hyper Eurobeat / NAOKI feat. DDR ALL STARS
- Kiss Kiss Kiss / NAOKI feat. SHANTI
- Konoko no nanatsu no oiwaini / Asaki
- La Bamba / LH MUSIC CREATION
- Mondo Street / Orange Lounge
- Morning Glory / BeForU
- Nijiro / DJ YOSHITAKA feat. G.S.C. license
- Outer Limits / L.E.D.-G*

- Rainbow Flyer / dj TAKA
- Seduction(Vocal Remix) / NC feat. NRG factory
- Silver Platform -I wanna get your heart- / U1 Reincarnates w/Leah
- Under the Sky / Sayaka Minami(BeForU) with platoniX
- Fascination ~eternal love mix~ / 2MB
- NGO / Keiichi Nabeshima
- Unreal / Black Rose Garden
- Trip Machine PhoeniX / DE-SIRE alternative
- Paranoia (HADES) / αTYPE-300